# After the Hunt
After the Hunt är en italiensk-amerikansk thriller- och kriminaldramafilm, som har en planerad premiär i augusti 2025 på Filmfestivalen i Venedig. Filmen är regisserad av Luca Guadagnino efter ett manus skrivet av Nora Garrett.

## Handling
Filmen handlar om en universitetslärare som hamnar vid ett personligt och professionellt vägskäl när en toppstudent riktar en anklagelse mot en av hennes kollegor, samtidigt som en mörk hemlighet från hennes eget förflutna hotar att avslöjas.

## Rollista (i urval)
- Julia Roberts - Alma Olsson
- Ayo Edebiri - Margaret "Maggie" Price
- Andrew Garfield - Henrik "Hank" Gibson
- Michael Stuhlbarg - Frederik Olsson
- Chloë Sevigny - Kim
- Lío Mehiel
- Thaddea Graham